# Големият залог
„Големият залог“ (на английски: The Big Short) е американски биографичен трагикомичен филм от 2015 г. на режисьора Адам Маккей. Сценарият, написан от Маккей и Чарлс Рандолф, е базиран на книгата „Големият залог. Машината на Страшния съд отвътре“ на Майкъл Луис.

## Сюжет
Филмът разглежда живота на няколко души, които предусещат наближаващата световна финансова криза от 2008 година преди всички останали и инвестират парите си във финансови инструменти, които биха им донесли големи печалби ако финансовата криза стане реалност.

## Актьорски състав
- Крисчън Бейл – Майкъл Бъри
- Стийв Карел – Марк Баум
- Райън Гослинг – Джаред Венет
- Брад Пит – Бен Рикърт
- Джон Магаро – Чарли Гелър
- Фин Уитрок – Джейми Шипли
- Хеймиш Линклейтър – Портър Колинс
- Рейф Спол – Дани Моузес
- Джеръми Стронг – Вини Даниел
- Адеперо Одуйе – Кати Тао
- Мариса Томей – Синтия Баум
- Мелиса Лео – Джорджия Хейл
- Карън Гилън – Иви

## Награди и номинации
| Категория                              | Номиниран(и)                         | Резултат                    |
| Оскар (28 февруари 2016 г.)            | Оскар (28 февруари 2016 г.)          | Оскар (28 февруари 2016 г.) |
| -------------------------------------- | ------------------------------------ | --------------------------- |
| Най-добър адаптиран сценарий           | Чарлс Рандолф и Адам Маккей          | награда                     |
| Най-добър филм                         | Най-добър филм                       | номинация                   |
| Най-добър режисьор                     | Адам Маккей                          | номинация                   |
| Най-добър филмов монтаж                | Ханк Коруин                          | номинация                   |
| Най-добра поддържаща мъжка роля        | Крисчън Бейл                         | номинация                   |
| Награда на БАФТА (14 февруари 2016 г.) |                                      |                             |
| Най-добър адаптиран сценарий           | Чарлс Рандолф и Адам Маккей          | награда                     |
| Най-добър филм                         | Най-добър филм                       | номинация                   |
| Най-добра режисура                     | Адам Маккей                          | номинация                   |
| Най-добър филмов монтаж                | Ханк Коруин                          | номинация                   |
| Най-добър актьор в поддържаща роля     | Крисчън Бейл                         | номинация                   |
| Златен глобус (10 януари 2016 г.)      |                                      |                             |
| Най-добър филм – мюзикъл или комедия   | Най-добър филм – мюзикъл или комедия | номинация                   |
| Най-добър сценарий                     | Чарлс Рандолф и Адам Маккей          | номинация                   |
| Най-добър актьор в мюзикъл или комедия | Крисчън Бейл                         | номинация                   |
| Най-добър актьор в мюзикъл или комедия | Стийв Каръл                          | номинация                   |
| Сателит (21 февруари 2016 г.)          |                                      |                             |
| Най-добър актьор в поддържаща роля     | Крисчън Бейл                         | награда                     |
| Най-добър филм                         | Най-добър филм                       | номинация                   |
| Емпайър (20 март 2016 г.)              |                                      |                             |
| Най-добър сценарий                     | Чарлс Рандолф и Адам Маккей          | награда                     |